# Andrea Berg

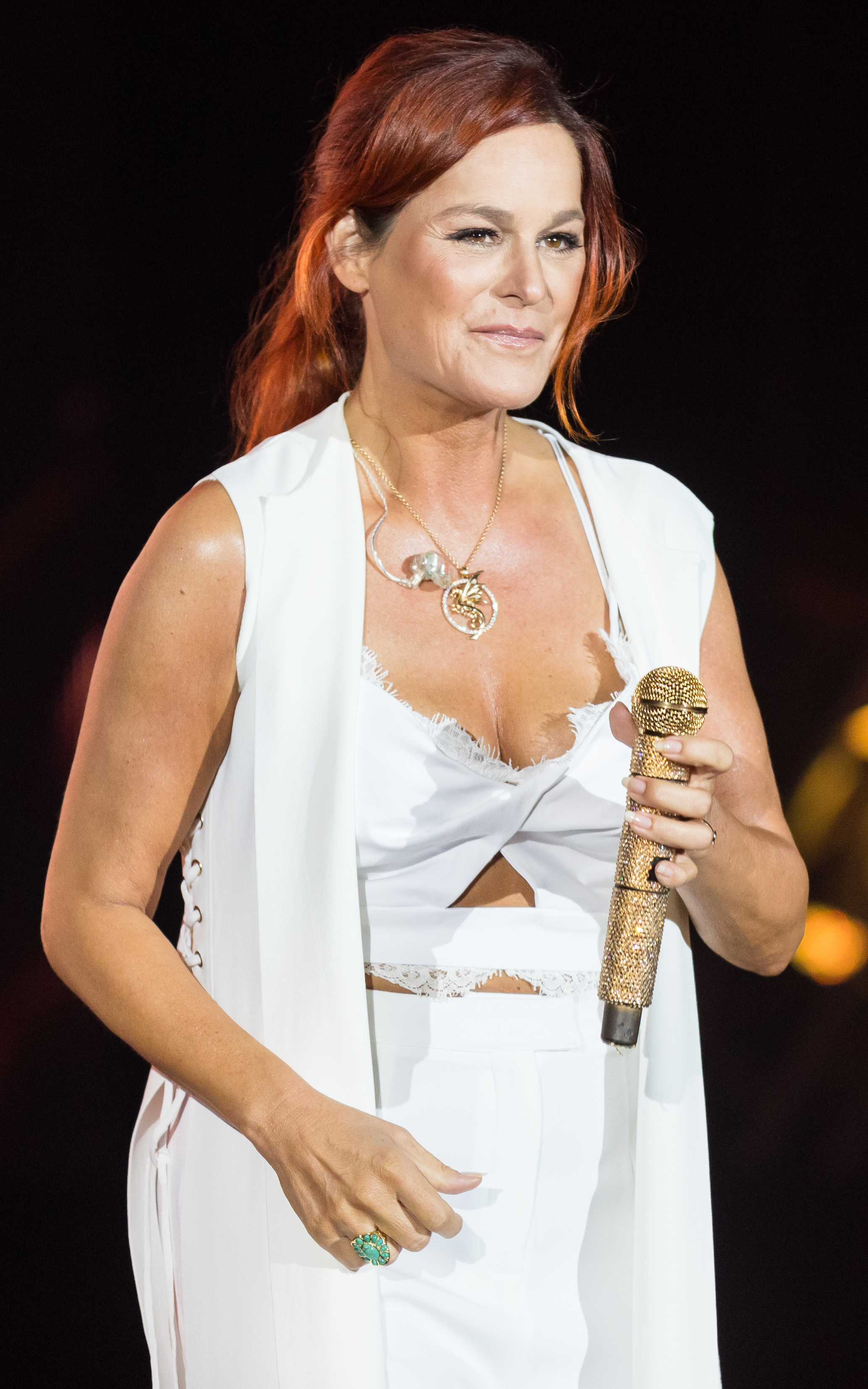
Andrea Berg (2017)

Andrea Berg (* 28. Januar 1966 als Andrea Zellen in Krefeld; bürgerlich seit 2007 Andrea Ferber) ist eine deutsche Schlagersängerin. Mit 14 Nummer-eins-Alben und nach Angaben von Sony Music mehr als 16 Millionen verkauften Tonträgern gehört sie zu den kommerziell erfolgreichsten Künstlern in Deutschland.

## Leben
Andrea Berg arbeitete vor ihrer Gesangskarriere als gelernte Arzthelferin unter anderem auf der onkologischen Station eines Krankenhauses. In ihrer Freizeit tanzte sie als Funkenmariechen im Karneval bei der Krefelder Prinzengarde.
1998 wurde Berg Mutter einer Tochter. Von 2002 bis 2004 war sie mit dem Schlagersänger und Texter Olaf Henning verheiratet. 2007 heiratete sie den Sportmanager, Hotelier und Mitgründer der SG Sonnenhof Großaspach, Ulrich „Uli“ Ferber. Gemeinsam mit ihm und seiner Familie betreibt Berg ein Hotel in Kleinaspach. Ihr Stiefsohn ist seit 2017 mit der Sängerin Vanessa Mai verheiratet.

## Karriere

### 1990er Jahre
1992 wurde dem Produzenten Eugen Römer in Rösrath eine Musikkassette von Bergs Musikaufnahmen vorgelegt. Laut ihrer Biografie sei er begeistert von ihrer Stimme gewesen, und nach einer Woche wurden die ersten Titel für ihr Debütalbum Du bist frei aufgenommen. Es enthielt die Lieder Kilimandscharo und Schau mir noch mal ins Gesicht. Römer produzierte auch ihr zweites Album Gefühle, das ihr den kommerziellen Durchbruch brachte. Die Singleauskopplungen Wenn du mich willst, dann küss mich doch und Einmal nur mit dir alleine sein wurden Hits. Von diesem Album stammt auch einer ihrer größten Erfolge, Die Gefühle haben Schweigepflicht. 1994 belegte Andrea Berg als Mitglied der Gruppe Alle für Alle mit dem Lied Steig wieder auf den ersten Platz in der ZDF-Hitparade.
1997 veröffentlichte sie ihr drittes Album Träume lügen nicht, das bis auf Platz 71 der deutschen Albumcharts stieg. Die erste Singleauskopplung Warum nur träumen erreichte bei einigen Radiosendern Platz 1 und hielt sich 15 Wochen in den Hörer-Hitparaden. Im Sommer 1998 erschien das Album Zwischen tausend Gefühlen mit zwölf Liedern. Als Singles wurden 1999 daraus Diese Nacht soll nie enden, Insel der Nacht und Jenseits der Zärtlichkeit veröffentlicht. Das nächste Album mit dem Titel Weil ich verliebt bin erschien 1999, als Single wurde Vielleicht ein Traum zu viel ausgekoppelt. Das Stück erreichte im November 1999 Platz drei der ZDF-Hitparade.

### 2000er Jahre
Im Januar 2000 erreichte Berg bei Hits des Jahres wie bereits 1999 den dritten Platz. In den deutschen Top-20-Airplay-Charts stand sie mehrere Wochen lang auf Platz eins. Seit Oktober 2000 ist „Andrea Berg“ im deutschen Markenregister als Wortmarke eingetragen.
Im März 2001 erschien Bergs sechstes Studioalbum Wo liegt das Paradies, aus dem die Single Du hast mich tausendmal belogen ausgekoppelt wurde. Im Oktober 2001 veröffentlichte sie das Album Best of mit zwölf ihrer erfolgreichsten Lieder. Das Album verkaufte sich zwei Millionen Mal und erhielt Doppelplatin. Im August 2011 stieg das Album auf Platz 59 in die Schweizer Hitparaden ein und wurde mit Gold ausgezeichnet. Zeitweise hatte Berg vier ihrer Veröffentlichungen gleichzeitig in den Hitlisten. 
Von 2003 bis 2011 gewann sie mehrmals den deutschen Musikpreis ECHO in der Sparte „Deutschsprachiger Schlager“. Von 2002 bis 2007 erhielt sie die Goldene Stimmgabel sowie 2004 und 2005 den Amadeus Austrian Music Award für das beste Schlageralbum. Ihr 2006 erschienenes Album Splitternackt platzierte sich auf Platz eins der deutschen Albumcharts und hielt sich dort über mehrere Wochen. Ihr Hit Du hast mich tausendmal belogen aus dem Jahr 2001 war 2007 auf Platz zwei der GEMA-Top-Ten internationaler Lieder.

### 2010er Jahre

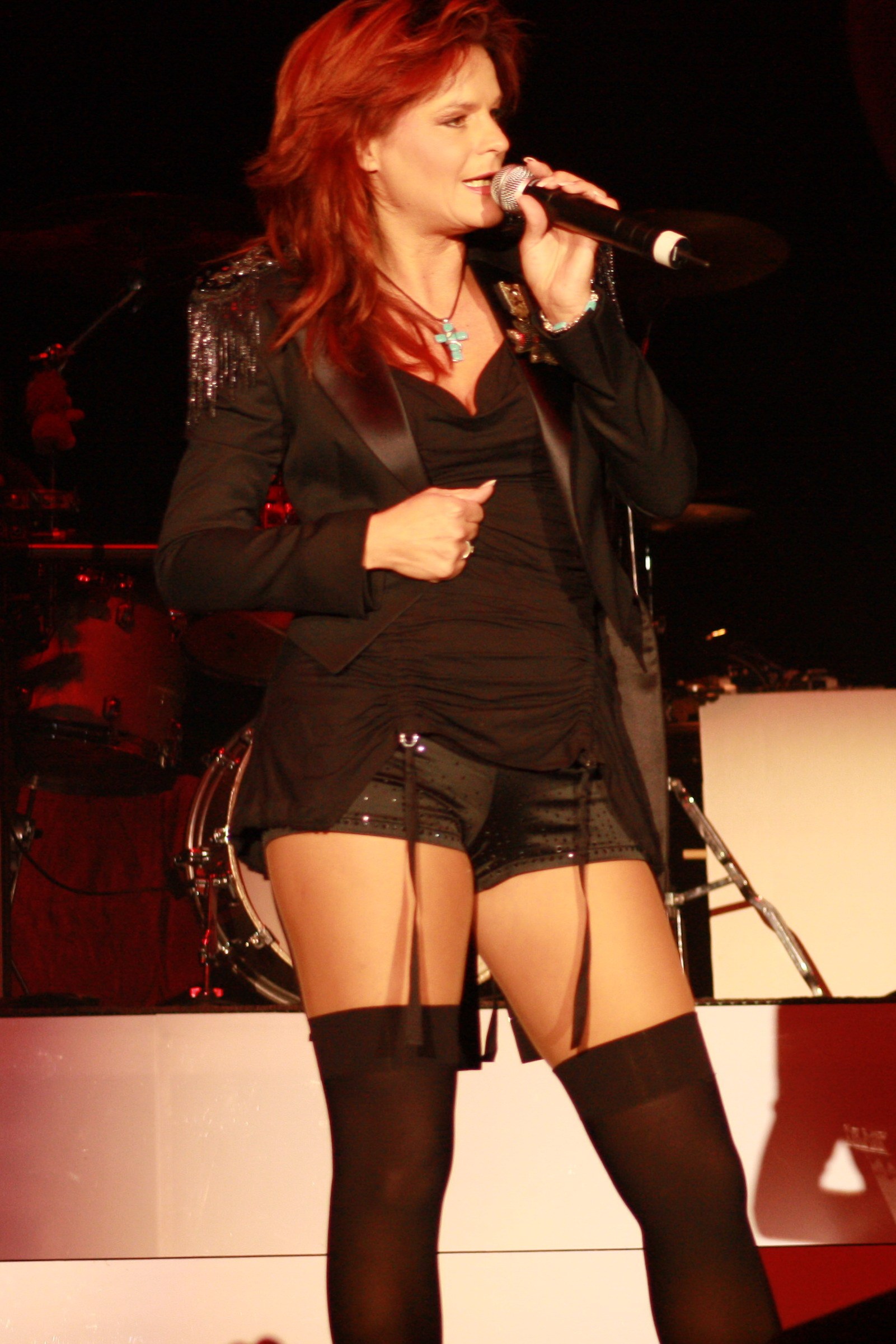
Andrea Berg (2010)

Ihr 2010 erschienenes Album Schwerelos, das von Dieter Bohlen produziert wurde und das Ende ihrer siebzehn Jahre dauernden Zusammenarbeit mit Eugen Römer markierte, wurde mit Platin ausgezeichnet. Mit dem Album Abenteuer, das im September 2011 veröffentlicht wurde, erreichte Berg zum dritten Mal hintereinander Platz 1 der Charts. Ihr 20-jähriges Bühnenjubiläum nahm sie zum Anlass für eine Jubiläums-Konzerttournee von Januar bis März 2012. Nach zwei Studioalben mit Bohlen gaben beide bekannt, in Zukunft wieder getrennte Wege gehen zu wollen. Bergs 2013 erschienenes Doppelalbum Atlantis enthielt aber zur Hälfte erneut Kompositionen von Bohlen.
Berg nahm gemeinsam mit Simone Thomalla und Birgit Schrowange eine Coverversion von Herbert Grönemeyers Männer auf, die im Januar 2013 auf Bergs Abenteuer 20 Jahre veröffentlicht wurde. Im Juni 2013 veröffentlichte sie in Dänemark ein Album mit dem Titel My Danish Collection. Es erreichte in der ersten Woche Gold und stieg in der zweiten Woche auf Platz eins der dänischen Albumcharts. Es war Bergs erste Platzierung in Dänemark. Im April 2013 war Berg bei einer Folge der RTL-Castingshow Deutschland sucht den Superstar Gastjurorin.
Im September 2013 veröffentlichte sie mit Atlantis ihr 14. Studioalbum. Es erreichte in Deutschland, Österreich und der Schweiz den ersten Platz der Charts. Im April 2016 erschien das Album Seelenbeben, das den ersten Platz in Deutschland, Österreich und der Schweiz erreichte. Das Album wurde dort mit Gold bzw. in Deutschland mit Platin ausgezeichnet. Bei der Vorpremiere zu ihrer Seelenleben-Tournee in der Rittal Arena Wetzlar zog sich Berg im Juli 2016 durch einen missglückten pyrotechnischen Effekt Verbrennungen an Schulter und Oberarm zu. Zum 25-jährigen Bühnenjubiläum veröffentlichte sie im September 2017 das Album 25 Jahre Abenteuer Leben. Im April 2019 erschien ihr 16. Studioalbum Mosaik, das in den D-A-CH-Ländern Platz 1 der Albumcharts erreichte. In Deutschland bekam das Album Platin, in Österreich Gold.

### 2020er Jahre
Anlässlich ihres 30-jährigen Bühnenjubiläum veröffentlichte Berg im Juli 2022 ihr 17. Album Ich würd’s wieder tun. Es erreichte in Deutschland und Österreich Platz 1 und in der Schweiz Platz 2 und ist ihr zwölftes Nummer-eins-Album in Folge. Die Fernsehshow 30 Jahre Andrea Berg, die im August 2022 von Giovanni Zarrella im ZDF präsentiert wurde, erreichte 4,27 Millionen Zuschauer. Im November 2023 erschien mit Weihnacht ihr zweites Weihnachtsalbum, das sie in der ARD-Sendung Das Adventsfest der 100.000 Lichter erstmals vorstellte und mit dem sie Nummer-eins-Platzierung in Deutschland erzielte.
Im Oktober 2024 brachte sie das selbstbetitelte Album Andrea Berg heraus, das ihr 14. Nummer-eins-Album in den deutschen Charts wurde. Es ist ihr elftes Studioalbum in Folge an der Chartspitze, die das Album auch in Österreich und in der Schweiz erreichen konnte. Im Januar 2025 erschien die Single Simsalabim, die von Felix Gauder produziert wurde. Seit Februar 2025 ist Berg deutschlandweit auf Stadiontournee.

## Rezeption
Die Welt-Autorin Christine Kensche schrieb 2013: „Berg ist ein Superstar, den sich das Publikum selbst gesucht hat.“ Häufig wird von der Kritik „die nach ihrer Meinung textliche und musikalische Beliebigkeit der fast ausschließlich im schlichten 1-2-1-2-Tanz-Rhythmus daherkommenden Berg-Lieder“ beanstandet. Vereinzelt wurde das in den Liedtexten Bergs transportierte Frauen- und Beziehungsbild von Kritikerseite als „antifeministisch“ eingestuft, weil es dort immer nur darum gehe, dass eine Frau ohne Mann nicht glücklich werden könne und ihm alles Negative nachgesehen werde. Zu diesen 2013 von Georg Seeßlen erhobenen Vorwürfen äußerte sich Kerstin Decker 2016 skeptisch.

## Soziales Engagement
Im November 2008 wurde Andrea Berg das Verdienstkreuz am Bande der Bundesrepublik Deutschland für ihre langjährige Hospizarbeit verliehen. Für ihr soziales Engagement wurde sie im Juni 2009 mit dem Stadtsiegel der Stadt Krefeld und im August 2018 mit dem Verdienstorden des Landes Nordrhein-Westfalen ausgezeichnet. Im September 2018 warb sie bei der ZDF-Benefizgala Willkommen bei Carmen Nebel um Spenden für die Stiftung Deutsche Krebshilfe.

## Chartrekorde
Ihre Kompilation Best Of ist mit 670 Wochen das in Österreich am längsten platzierte Album in den Albumcharts. Es wurde sechsmal mit Platin ausgezeichnet.

## Diskografie

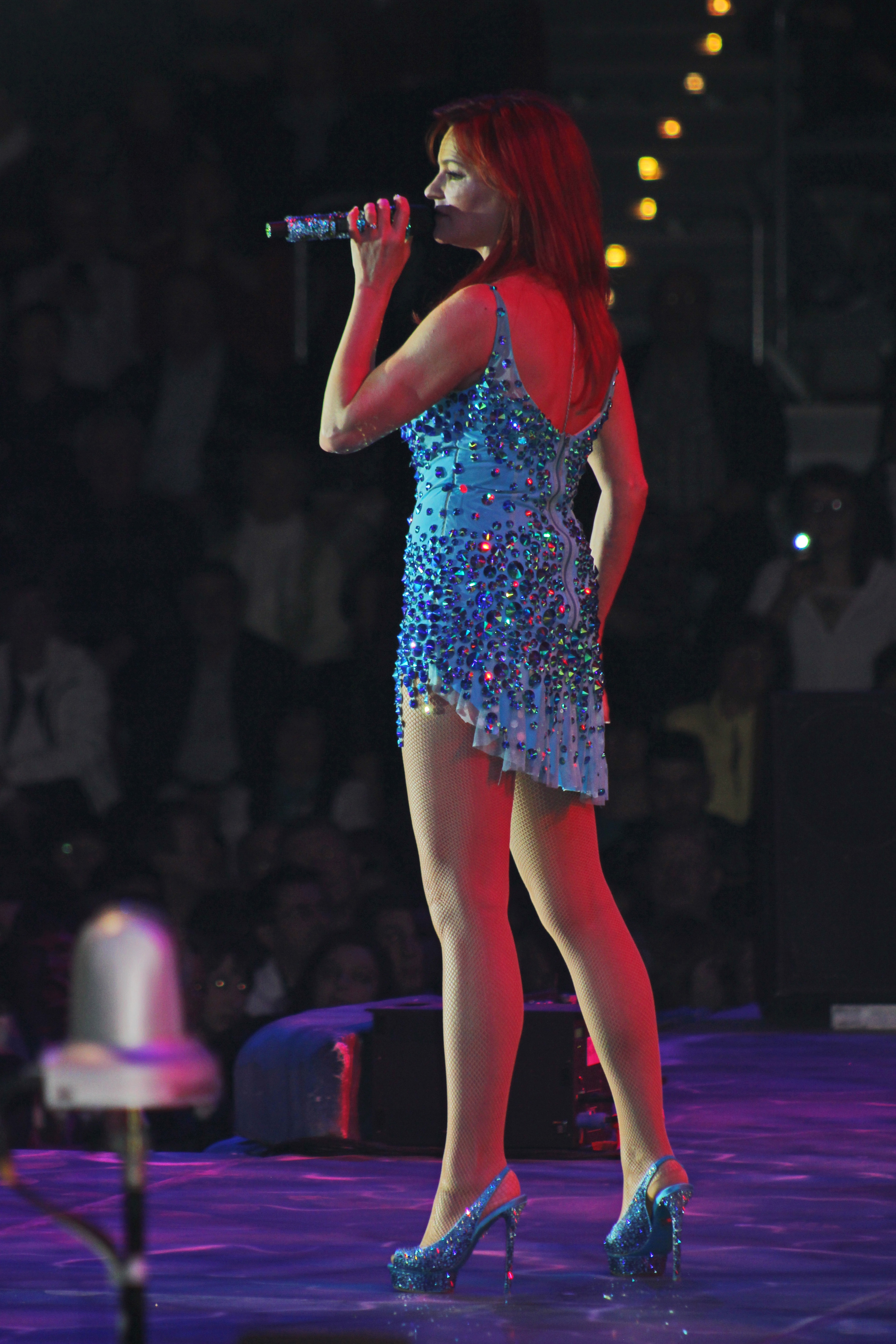
Andrea Berg (2014)

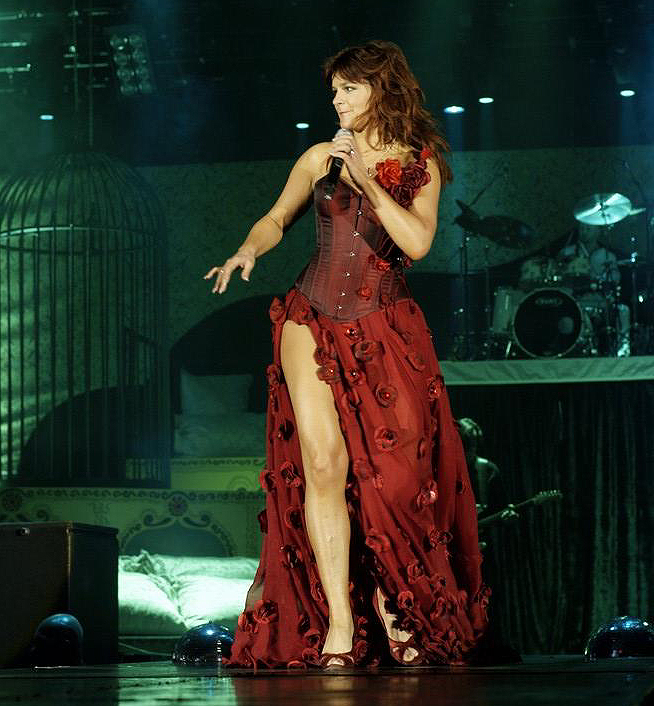
Andrea Berg (2011)

Studioalben

| Jahr | Titel Musiklabel                                | Höchstplatzierung, Gesamtwochen, AuszeichnungChartplatzierungen (Jahr, Titel, Musiklabel, Platzierungen, Wochen, Auszeichnungen, Anmerkungen) | Höchstplatzierung, Gesamtwochen, AuszeichnungChartplatzierungen (Jahr, Titel, Musiklabel, Platzierungen, Wochen, Auszeichnungen, Anmerkungen) | Höchstplatzierung, Gesamtwochen, AuszeichnungChartplatzierungen (Jahr, Titel, Musiklabel, Platzierungen, Wochen, Auszeichnungen, Anmerkungen) | Anmerkungen                                                    |
| Jahr | Titel Musiklabel                                | DE | AT | CH | Anmerkungen                                                    |
| ---- | ----------------------------------------------- | --- | --- | --- | -------------------------------------------------------------- |
| 1992 | Du bist frei Intercord (EMI)                    | DE49 Platin · (6 Wo.)DE | AT40 (11 Wo.)AT | — | Erstveröffentlichung: September 1992 Verkäufe: + 500.000       |
| 1995 | Gefühle White Records (BMG)                     | DE10 Platin · (12 Wo.)DE | AT10 (13 Wo.)AT | CH14 (4 Wo.)CH | Erstveröffentlichung: 4. September 1995 Verkäufe: + 500.000    |
| 1997 | Träume lügen nicht Jupiter Records (BMG)        | DE71 Gold · (3 Wo.)DE | — | — | Erstveröffentlichung: 21. Juli 1997 Verkäufe: + 250.000        |
| 1998 | Zwischen tausend Gefühlen Jupiter Records (BMG) | DE86 (1 Wo.)DE | — | — | Erstveröffentlichung: 24. August 1998                          |
| 1999 | Weil ich verliebt bin Jupiter Records (BMG)     | DE— GoldDE | — | — | Erstveröffentlichung: 18. Oktober 1999 Verkäufe: + 150.000     |
| 2001 | Wo liegt das Paradies Jupiter Records (BMG)     | DE42 Platin · (13 Wo.)DE | — | — | Erstveröffentlichung: 5. März 2001 Verkäufe: + 300.000         |
| 2002 | Nah am Feuer Jupiter Records (BMG)              | DE18 Gold · (28 Wo.)DE | AT26 Gold · (34 Wo.)AT | — | Erstveröffentlichung: 2. April 2002 Verkäufe: + 170.000        |
| 2003 | Machtlos Jupiter Records (BMG)                  | DE1 ×3Dreifachgold · (24 Wo.)DE | AT8 Gold · (23 Wo.)AT | — | Erstveröffentlichung: 19. Mai 2003 Verkäufe: + 315.000         |
| 2004 | Du Jupiter Records (BMG)                        | DE1 ×3Dreifachgold · (26 Wo.)DE | AT3 Gold · (27 Wo.)AT | CH33 (8 Wo.)CH | Erstveröffentlichung: 5. Juli 2004 Verkäufe: + 315.000         |
| 2006 | Splitternackt Ariola (Sony BMG)                 | DE1 ×5Fünffachgold · (43 Wo.)DE | AT1 Platin · (43 Wo.)AT | CH19 (16 Wo.)CH | Erstveröffentlichung: 7. April 2006 Verkäufe: + 530.000        |
| 2009 | Zwischen Himmel & Erde Ariola (Sony)            | DE1 ×3Dreifachplatin · (70 Wo.)DE | AT1 Platin · (38 Wo.)AT | CH9 (17 Wo.)CH | Erstveröffentlichung: 3. April 2009 Verkäufe: + 620.000        |
| 2010 | Schwerelos Ariola (Sony)                        | DE1 ×5Fünffachplatin · (82 Wo.)DE | AT1 ×3Dreifachplatin · (83 Wo.)AT | CH9 Gold · (36 Wo.)CH | Erstveröffentlichung: 22. Oktober 2010 Verkäufe: + 1.075.000   |
| 2011 | Abenteuer Ariola (Sony)                         | DE1 ×5Fünffachplatin · (140 Wo.)DE | AT1 ×2Doppelplatin · (43 Wo.)AT | CH2 Platin · (70 Wo.)CH | Erstveröffentlichung: 30. September 2011 Verkäufe: + 1.070.000 |
| 2013 | Atlantis Ariola (Sony)                          | DE1 ×3Dreifachplatin · (55 Wo.)DE | AT1 ×3Dreifachplatin · (45 Wo.)AT | CH1 Platin · (39 Wo.)CH | Erstveröffentlichung: 6. September 2013 Verkäufe: + 665.000    |
| 2016 | Seelenbeben Berg Records (Sony)                 | DE1 ×3Dreifachplatin · (74 Wo.)DE | AT1 ×2Doppelplatin · (60 Wo.)AT | CH1 Gold · (54 Wo.)CH | Erstveröffentlichung: 8. April 2016 Verkäufe: + 640.000        |
| 2019 | Mosaik Berg Records (Sony)                      | DE1 Platin · (74 Wo.)DE | AT1 Gold · (58 Wo.)AT | CH1 (51 Wo.)CH | Erstveröffentlichung: 5. April 2019 Verkäufe: + 207.500        |
| 2022 | Ich würd’s wieder tun Berg Records (Sony)       | DE1 (33 Wo.)DE | AT1 (23 Wo.)AT | CH2 (12 Wo.)CH | Erstveröffentlichung: 29. Juli 2022                            |
| 2024 | Andrea Berg Berg Records (Sony)                 | DE1 (… Wo.)DE | AT1 (14 Wo.)AT | CH1 (8 Wo.)CH | Erstveröffentlichung: 18. Oktober 2024                         |

## Auszeichnungen (Auswahl)
- Bambi
- Die Eins der Besten
- ECHO Pop
- Goldene Henne
- Goldene Stimmgabel
- Krone der Volksmusik
- 10-fach-Platin-Millennium-Schallplatte
- Verdienstkreuz am Bande der Bundesrepublik Deutschland